# Bridget Jones: Vild med ham
Bridget Jones: Vild med ham er en britisk/fransk/amerikansk film fra 2025, der er instrueret af Michael Morris. Det er den fjerde film i serien om Bridget Jones, bygget over den britiske forfatter Helen Fieldings romanfigur. Renée Zellweger spiller igen hovedrollen, og blandt andet Hugh Grant og Emma Thompson medvirker også i samme rolle som i foregående film i serien.

## Handling
Bridget Jones har mistet sin mand fire år tidligere og lever nu som enke med sine to børn. Hun har haft en lang sørgeperiode, men ønsker nu at begynde at date igen. Men der er sket en del med datinglivet, siden hun sidst prøvede det, så hun skal nu orientere sig i nye dating-apps og sociale medier, hvilket medfører flere misforståelser. Samtidig bliver hun også involveret i en række akavede situationer med sin søns meget rationelle videnskabslærer.

## Medvirkende
- Renée Zellweger som Bridget Jones
- Hugh Grant som Daniel Cleaver
- Emma Thompson som Doctor Rawlings
- Chiwetel Ejiofor som Mr. Wallaker, en lærer på Bridgets børns skole
- Leo Woodall som Roxster
- Colin Firth som Mark Darcy
- Jim Broadbent som Colin Jones, Bridgets far
- Gemma Jones som Pamela Jones, Bridgets mor
- Isla Fisher som Rebecca, Bridgets nye nabo
- Josette Simon
- Nico Parker som Chloe, Bridgets børns babysitter
- Leila Farzad som Nicolette
- Sarah Solemani som Miranda, Bridgets veninde
- Sally Phillips som Sharon "Shazzer"
- Shirley Henderson som Jude
- James Callis som Tom
- Celia Imrie som Una Alconbury
- Ian Midlane som Paul

## Modtagelse

### USA
På det amerikanske websted Rotten Tomatoes, der opsummerer amerikanske mediers filmanmeldelser, var 86 % af 35 indsamlede anmeldelser positive med en gennemsnitlig vurdering på 7 ud af 10 mulige point.

### Danmark
Politiken gav filmen fire hjerter og skrev, at filmen var den næstbedste af de i alt fire film (efter den allerførste) med Zellweger som Bridget Jones. Berlingske tildelte tilsvarende filmen fire stjerner. I dagbladet Information skrev anmelderen, at Bridget Jones stadig var en af de bedste romcom-karakterer fra dette årtusinde, mens Filmmagasinet Ekko med fire stjerner ikke mindst roste birollernes skuespilpræstationer.